# Ulvesund, Uddevalla kommun
Ulvesund är en bebyggelse i Resteröds socken i Uddevalla kommun belägen vid sundet mellan Ulvön och fastlandet, alldeles intill Ljungskileviken mitt emot Lyckorna, cirka 3 km nordväst om Ljungskile. Området avgränsades före 2015 till en småort för att därefter räknas som en del av tätorten Restenäs och Ulvesund.
I området finns en handelsträdgård. Fram till 2008 fanns också en lanthandel.
Under sommarhalvåret mångdubblas befolkningen på grund av ett stort antal sommargäster.